# Quetteville
Quetteville és un municipi francès situat al departament de Calvados i a la regió de Normandia. L'any 2007 tenia 375 habitants.

## Demografia

### Població
El 2007 la població de fet de Quetteville era de 375 persones. Hi havia 132 famílies de les quals 20 eren unipersonals (12 homes vivint sols i 8 dones vivint soles), 37 parelles sense fills, 58 parelles amb fills i 17 famílies monoparentals amb fills.
La població ha evolucionat segons el següent gràfic:
Habitants censats

### Habitatges
El 2007 hi havia 228 habitatges, 135 eren l'habitatge principal de la família, 76 eren segones residències i 17 estaven desocupats. 222 eren cases i 2 eren apartaments. Dels 135 habitatges principals, 94 estaven ocupats pels seus propietaris, 26 estaven llogats i ocupats pels llogaters i 16 estaven cedits a títol gratuït; 1 tenia una cambra, 3 en tenien dues, 23 en tenien tres, 36 en tenien quatre i 72 en tenien cinc o més. 118 habitatges disposaven pel capbaix d'una plaça de pàrquing. A 54 habitatges hi havia un automòbil i a 76 n'hi havia dos o més.

### Piràmide de població
La piràmide de població per edats i sexe el 2009 era:
| Homes | Edats   | Dones |
| ----- | ------- | ----- |
| 0     | 95 o +  | 0     |
| 0     | 90 a 94 | 0     |
| 0     | 85 a 89 | 0     |
| 0     | 80 a 84 | 0     |
| 0     | 75 a 79 | 16    |
| 4     | 70 a 74 | 4     |
| 0     | 65 a 69 | 4     |
| 12    | 60 a 64 | 0     |
| 16    | 55 a 59 | 8     |
| 8     | 50 a 54 | 8     |
| 16    | 45 a 49 | 16    |
| 4     | 40 a 44 | 16    |
| 12    | 35 a 39 | 12    |
| 12    | 30 a 34 | 8     |
| 4     | 25 a 29 | 4     |
| 16    | 20 a 24 | 8     |
| 8     | 15 a 19 | 16    |
| 20    | 10 a 14 | 8     |
| 12    | 5 a 9   | 4     |
| 8     | 0 a 4   | 4     |

## Economia
El 2007 la població en edat de treballar era de 256 persones, 202 eren actives i 54 eren inactives. De les 202 persones actives 181 estaven ocupades (108 homes i 73 dones) i 20 estaven aturades (9 homes i 11 dones). De les 54 persones inactives 12 estaven jubilades, 18 estaven estudiant i 24 estaven classificades com a «altres inactius».

### Ingressos
El 2009 a Quetteville hi havia 131 unitats fiscals que integraven 363,5 persones, la mediana anual d'ingressos fiscals per persona era de 17.817 €.

### Activitats econòmiques
Dels 24 establiments que hi havia el 2007, 6 eren d'empreses de construcció, 5 d'empreses de comerç i reparació d'automòbils, 1 d'una empresa de transport, 3 d'empreses d'hostatgeria i restauració, 3 d'empreses immobiliàries, 4 d'empreses de serveis i 2 d'empreses classificades com a «altres activitats de serveis».
Dels 9 establiments de servei als particulars que hi havia el 2009, 2 eren fusteries, 3 lampisteries, 1 electricista, 1 perruqueria i 2 restaurants.
L'any 2000 a Quetteville hi havia 15 explotacions agrícoles que ocupaven un total de 456 hectàrees.

## Equipaments sanitaris i escolars
El 2009 hi havia una escola elemental integrada dins d'un grup escolar amb les comunes properes formant una escola dispersa.

## Poblacions més properes
El següent diagrama mostra les poblacions més properes.